# Загальська Ольга Олександрівна
Ольга Олександрівна Зага́льська (нар. 28 січня 1896, Київ — пом. 1 жовтня 1976, Київ) — українська радянська художниця тканин; член Спілки радянських художників України.

## Біографія
Народилася 16 [28] січня 1896 року в місті Києві (нині Україна). 1913 року закічила в Києві Художню студію Олександра Мурашка. Упродовж 1917—1925 років навчалась у Київському художньому інституті, де її викладачами були зокрема Микола Бурачек, Федір Кричевський і Олександр Мурашко.
Жила в Києві, в будинку на вулиці Рогнідинській, № 3, квартира 5. Померла в Києві 1 жовтня 1976 року.

## Творсість
Працювала в галузі декоративного мистецтва (художній текстиль). Створювала малюнки для жакардових, ремізних і декоративних тканин («Хоровод», 1960; «Куманці», 1962; «Плахтова», 1964), килимів і скатертин.
Упродовж 1925—1959 років брала участь в оформленні клубів, театрів, готелів (завіси, портьєри, декоративно-драпірувальні і меблеві тканини).
Співукладачка посібника для проєктування меблів «Мебель для жилья» (Київ, 1960).
Брала участь у республіканських виставках з 1951 року, всесоюзних — з 1956 року.
Деякі роботи художниці зберігаються в Національному музеї українського народного декоративного мистецтва в Києві.